# Christian Rainer
Christian Rainer (né le 13 décembre 1961 à Gmunden) est un journaliste autrichien. Il est le rédacteur en chef et l'éditeur du magazine autrichien d'actualités Profil.

## Biographie
Christian Rainer fait des études de droit et de sciences économiques à Vienne. Il devient journaliste de son propre aveu par accident en couvrant l'affaire Waldheim pour l'hebdomadrie viennois Falter.
Il travaille ensuite pour l'Arbeiter-Zeitung, alors l'organe du SPÖ, où il commence en tant que journaliste de la rubrique Économie, puis rédacteur de cette rubrique et enfin rédacteur en chef adjoint en 1990. Il est après rédacteur de la rubrique Économie de l'hebdomadaire WirtschaftsWoche Österreich puis jusqu'en 1997 son rédacteur en chef.
De mai 1997 jusqu'à l'automne de 2008, Rainer est le coéditeur et rédacteur en chef du magazine d'affaires Trend. Depuis juillet 1998, il est le rédacteur en chef et l'éditeur du magazine autrichien d'actualités Profil.